# GoA
株式会社GoA（ゴア、英: GoA Inc.）は、東京都杉並区に本社を置く日本の企業である。

## 概要
2009年創立。ホームページ制作や、美容・金融・不動産関連のインターネットメディアの運営をしている。

## 沿革
- 2009年 9月 東京・立川市にて創立
- 2010年10月 事業拡大に伴い東京・中野区新中野に移転
- 2013年12月 事業拡大に伴い東京・杉並区阿佐谷南へ移転
- 2015年 6月 PPC広告代行事業を開始
- 2018年12月 宮崎市・清水に宮崎オフィス設立
- 2019年 2月 テゲバジャーロ宮崎とスポンサー契約 [1]
- 2019年 4月 誹謗中傷相談室の運営を開始
- 2019年 4月 宮崎市テイクアウトお店特集を開始 [2]
- 2021年 4月 宮崎商工会議所に入会

## 事業内容
- ホームページ制作事業
- インターネットメディア事業

## 受賞歴
2014年下期バリューコマースサミット美容・エステ・コスメ部門急成長部門 